# Baie des Anglais
La baie des Anglais (anglais : English Bay) est une baie de Vancouver, en Colombie-Britannique, au Canada.